# Räumliche Orientierung
Räumliche Orientierung (auch: Raumsinn oder Richtungssinn) ist eine Fähigkeit von Menschen und Tieren, die ihnen hilft, sich im Raum und richtungsbezogen zurechtzufinden und angemessen zu bewegen. Zu diesem Zweck wirken mehrere Sinnesorgane zusammen, vor allem Auge, Ohr, Muskel- und Gleichgewichtssinn.
Auch Pflanzen haben gewisse Eigenschaften zur Orientierung. Beispielsweise wenden sie ihre Blätter der hauptsächlichen Richtung des Lichteinfalls zu, und für den an die Lotrichtung angepassten Wuchs der Sprossachsen und Stämme sorgen u. a. die Leitungsbahnen im Phloem bzw. im holzigen Xylem.
Zu räumlichen Orientierungsverfahren in Technik und Vermessung siehe Orientierung (Geodäsie).

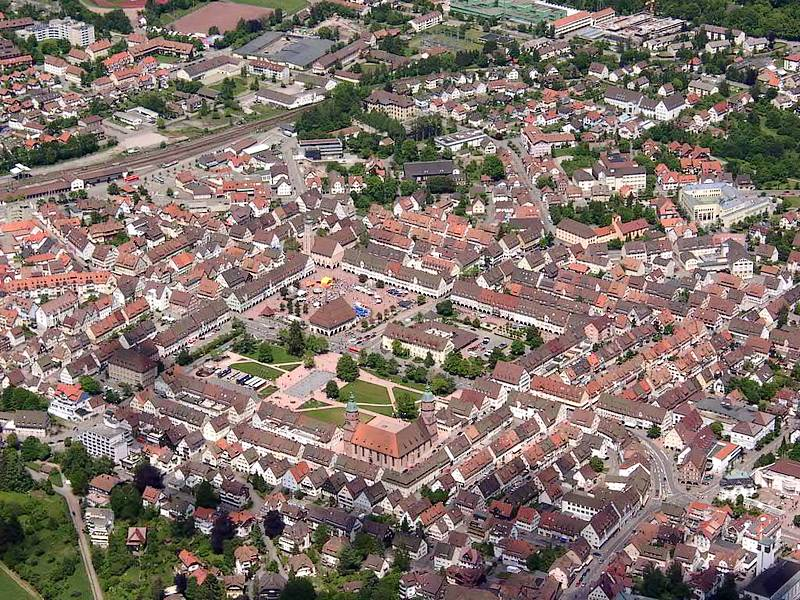
Stadtgrundriss in Form eines Mühlebretts: Freudenstadt

## Elemente des Orientierungssinns
Einige Grundfähigkeiten zur räumlichen Orientierung sind angeboren, doch kann der Orientierungssinn durch Übung und Gedächtnistraining wesentlich verbessert werden. Zu den Elementen, die dazu wesentlich beitragen, zählen:
- Gesichtssinn und Gehör
- Gleichgewichtssinn und Tiefensensibilität (Muskelsinn)
- Gedächtnis
- Aufmerksamkeit

Bei vielen Tierarten kommen weitere Orientierungshilfen hinzu, beispielsweise
- der Geruchssinn
- das Registrieren von Temperaturänderungen (insbesondere horizontaler Gradienten)
- magnetische Sinne bei vielen Vögeln und manchen Bakterien
- das Orten von Strömungen und Erschütterungen bei Fischen und Insekten
- die Wahrnehmung des Polarisationsmusters des blauen Sonnenlichts bei verschiedenen Insekten, die entsprechende Photorezeptoren besitzen[1]
- Benutzung der Sonne als Kompass (vgl. Sonnenazimut) bei Wüstenameisen (Gattung Cataglyphis)
- Odometrie durch eine Art „integrierten Schrittzähler“ bei Wüstenameisen[2]

Beim Menschen ist der Orientierungssinn je nach Lebensweise und Kulturraum sehr verschieden ausgeprägt und stark von Erfahrung und Übung beeinflusst. Auch Alter und Geschlecht spielen eine Rolle.
Blinde nützen per Taststock fühlbare Gehsteig-, Gebäudekanten und Bodenrillen eines Blindenleitsystems. Weiters mit den Fingerkuppen lesbare Beschriftungen am Beginn von Geländern, etwa zu einem Bahnsteig eines Bahnhofs. Mitunter wird auf das Echo, den Hall von artikulierten Lauten oder Schritten gehört um benachbarte Wände von Gebäuden, Unterführungen und Innenraumgrößen abzuschätzen.

## Erwerb der räumlichen Orientierung
Die räumliche Orientierung wird vor allem durch Bewegung im Raum erlernt. Während die kleinräumige Orientierung in den ersten Lebensjahren eingeübt wird, folgt in den Jahren bis zur Reife das Erlernen der geographischen Orientierung. Diese ist praktisch nur über körperliche Fortbewegung im Raum zu verinnerlichen. Daher ist die Orientierungsfähigkeit besonders bei Menschen nur rudimentär ausgebildet, die in ihrer Kindheit vorwiegend in Fahrzeugen transportiert wurden bzw. wenig Gelegenheit hatten, sich eigenständig fortzubewegen. Durch die geänderten Lebensumstände des modernen Menschen ist daher die Fähigkeit zu räumlicher Orientierung abnehmend.

## Raumlage-Orientierung (Nahbereich)
Die Basis des Orientierungsvermögens ist ein enges Zusammenspiel von Sehen, Gleichgewichts- und Muskelsinn, dessen Steuerung v. a. im Stamm- oder Kleinhirn erfolgt. Es äußert sich u. a. in sehr zielgerichteten Reflexen, z. B. bei Sturz oder Stolpern. Würden diese Schutzreflexe nicht über das Rückenmark, sondern das Großhirn erfolgen, wären sie zu langsam. Ist das Zusammenspiel der Sinne gestört, tritt Verwirrung und Desorientierung (Vertigo) auf, die oft Schwindelgefühl oder Übelkeit auslöst.
Im Regelfall ist die eigene Raumlage kaum bewusst, sondern erst bei unüblichen oder widersprüchlichen Sinnesmeldungen (z. B. bei raschen Drehungen oder beim Tanz). Wie vieles hier unbewusst abläuft, ist etwa bei den Augenmuskeln festzustellen. Sie drehen die Augen bei jeder Kopfbewegung „automatisch“ nach, wodurch erst die Umgebung scharf gesehen werden kann.
An ungewöhnliche Raumbewegungen – wie Fliegen oder Tauchen – können sich Gesichts- und Gleichgewichtssinn nicht immer glatt einstellen, so dass es einigen Trainings bedarf, etwa Schulung im Instrumentenflug, Sehübungen oder Taucherschule. Beim Fliegen sind meist Drehbewegungen das Problem, die unbemerkt beginnen, bis ihr Anwachsen Auge und Raumgefühl überrascht. Beim Tauchen ist es u. a. die veränderte Körperlage und Wahrnehmung (Winkel und Distanzen erscheinen im Wasser um etwa 1 Drittel verzerrt), und in anderen ungewohnten Situationen z. B. Angst, Dunkelheit, veränderte Luft oder Kälte.

## Großräumliche Orientierung
Im Gegensatz zur Raumlage-Orientierung, die größerenteils unbewusst geregelt ist, ist die Orientierung nach Landschafts- oder Himmelsrichtungen, im Straßenverkehr, unbekannten Gebäuden u. ä. stärker durch Denken, Vorstellungen und Erfahrung geprägt. Bei der natürlichen Fortbewegung (Fußgängernavigation) und beim langsamen Fahren kann man sich z. B. den zurückgelegten Weg durch Richtung und Entfernung einprägen, nach leitenden Linienstrukturen suchen (Wege, Grenzen, Gewässer, Böschungen, Gebäude …) oder sich an ihnen durch markante Punkte (Wegmarken, Wegweiser, visuelle Reize, Geräusche, Gerüche usw.) leiten lassen.

## Geschlechtsspezifische Unterschiede
Nach verschiedenen Untersuchungen können sich Männer meistens die Wege besser merken als Frauen und finden sich auch auf Landkarten etwas leichter zurecht. Teilweise kann dies entwicklungs- und kulturgeschichtlich bedingt sein (Jagd, traditionelle Führungsrollen usw.), doch sind auch Unterschiede in der Gehirnstruktur und in der Strategie die Ursache. Letztere lässt sich z. B. daran untersuchen, wie Männer und Frauen eine Wegbeschreibung aufbauen:
Während sich die meisten Männer auf Himmelsrichtungen und Entfernungen konzentrieren, orientieren sich Frauen vor allem an Wegmarken. Neuere Untersuchungen deuten darauf hin, dass beide Geschlechter unterschiedliche Informationen auswerten. Frauen denken stärker in Zusammenhängen und merken sich daher Weg- und Landmarken besser, während Männer optische Hinweise eher als Raumstruktur „verspeichern“.
Nach langen Testreihen zweier Forscherinnen der Royal Society (Jones und Healy) ist die Orientierungsfähigkeit beider Geschlechter etwa gleich, wenn es auf optische Merkmale ankam. Bei vorwiegend räumlichen Informationen schneiden hingegen Männer deutlich besser ab, weil sie diese und visuelle Hinweise gleich gut verwerten können. In geschlossenen Räumen finden sich jedoch Frauen besser zurecht: sie achten mehr auf die hier wichtigeren visuellen Reize, während Männer ihre Aufmerksamkeit zwischen diesen und den hier unwesentlicheren 3D-Informationen teilen. Ob diese zwei Orientierungsarten auf spezifische Vorteile in der frühen Menschheitsgeschichte zurückgehen können, sollen künftige Forschungen zeigen.
Eine Studie mit einer halben Million Teilnehmern aus 57 verschiedenen Ländern zeigte, dass es signifikante Geschlechtsunterschiede vor allem in Ländern gibt, in denen Frauen gesellschaftlich stark benachteiligt sind.